# Дом Леонтьева (Руза)
Дом Леонтьева — здание в городе Руза Московской области. Находится по адресу: Социалистическая улица, 13.

## История
Один из сыновей купца Михаила Евдокимовича Леонтьева (1846—1910) познакомился с простой ружанкой, в которую влюбился и часто приезжал к ней в Рузу. В 1908 году он подарил своей возлюбленной деревянный дом, который на тот момент располагался в Выборге. Дом перевезли в Рузу, с тех пор он находится в этом городе. Здание является примером деревянного прибалтийского модерна. Памятник архитектуры регионального значения (Постановление Правительства Московской области от 15.03.2002 № 84/9).
В настоящее время в особняке располагается Центр детского творчества.